# Ocean Man
«Ocean Man» es una canción interpretada por la banda estadounidense Ween, para su álbum de 1997, The Mollusk. Fue publicada como un sencillo promocional a través de Elektra Records, y también como lado B del sencillo «Mutilated Lips» el 24 de junio de 1997. Es una de las canciones más reconocidas de la banda, apareciendo en numerosas bandas sonoras y comerciales desde su lanzamiento, especialmente en The SpongeBob SquarePants Movie en 2004. La canción ha sido interpretada en vivo en varias ocasiones, incluyendo en Live in Chicago y Live at Stubb's.

## Grabación y producción
«Ocean Man» fue grabada en una casa en la playa en Jersey Shore durante las sesiones de grabación de The Mollusk. La primera canción grabada para el álbum fue «Cold Blows the Wind», cuya temática influenció las dos primeras semanas de grabación. «The Mollusk», «Mutilated Lips», «The Golden Eel», «She Wanted to Leave» y «Ocean Man», se grabaron durante las primeras dos semanas. “Gene Ween tenía una mandolina, siempre la tocaba” escribió Dean Ween en una retrospectiva del álbum en 2017, “y la descartamos. Cuando escribimos la letra, fue simplemente mágico. Todo encajó en su lugar”.
De acuerdo a Sheet Music Boss, la canción está compuesta en la tonalidad de mi mayor, pero de acuerdo a Tunebat, en vivo, la canción incremento en la tonalidad de sol mayor.

## Recepción de la crítica
Stephen Thomas Erlewine de AllMusic describió la canción como un ejemplo de como “la variedad de chistes tontos y parodias musicales de Ween es más rica y diversa que en la mayoría de sus álbumes contemporáneos de rock alternativo”.

## Lista de canciones
- Elektra — PRCD-9858-2 — Promotional CD single[7]

| N.º | Título      | Duración |  |
| 1.  | «Ocean Man» | 2:06     |  |

## En la cultura popular
«Ocean Man» apareció en los créditos de cierre de la película The SpongeBob SquarePants Movie en 2004. A mediados de 2015 de inicios de 2016, «Ocean Man» se convirtió en un meme de internet. Durante este tiempo, la canción apareció en videos de remezclas en plataformas, tales como YouTube y Vine. Convertirse en un meme también ayudó a la banda a ganar más oyentes, siendo «Ocean Man» la canción más escuchada en Spotify y Apple Music.